# 노보우의 성
《노보우의 성》(일본어: のぼうの城 노보우노시로[*])은 일본의 작가 와다 료의 2007년 역사 소설이다. 2011년 동명의 이름으로 영화화되어 일본에서 공개되었으며, 대한민국에서는 2014년 《무사 노보우: 최후의 결전》이라는 이름으로 공개되었다.

## 출연
- 노무라 만사이 - 나리타 나가치카(노보우사마) 역
- 에이쿠라 나나 - 가이히메 역
- 사토 코이치 - 마사키 단바노카미 토시히데 역
- 나리미야 히로키 - 사카마키 유키에 역
- 야마구치 토모미츠 - 시바사키 아쓰토시 역
- 카미지 유스케 - 이시다 미츠나리 역
- 야마다 타카유키 - 오오타니 요시츠구 역
- 히라 타케히로 - 나츠카 마사이에 역
- 마에다 긴 - 타베 역
- 나카오 아키요시 - 카조 역
- 오노 마치코 - 치요 역
- 아시다 마나 - 치도리 역
- 피에르 타키 - 류 역
- 와다 소코 - 야마다 타테와키 역
- 타니가와 쇼이치로 - 나리타 야스치카 역
- 치순 - 스가 역
- 요네하라 코스케 - 곤페이 역
- 나카무라 야스히
- 쿠로다 다이스케
- 후루무라 하야토
- 카사하라 신지 - 사타케 요시노부 역
- 니시무라 마사히코 - 나리타 우지나가 역
- 나카하라 타케오 - 호조 우지마사 역
- 스즈키 호나미
- 히라이즈미 세이 - 나리타 야스스에 역
- 나츠야기 이사오
- 이치무라 마사치카 - 도요토미 히데요시 역

## 기타
- 내래이션: 아즈미 신이치로
- 조명: 스기모토 다카시
- 사운드디자인: 시마 준이치
- 미술: 이소다 노리히로
- 미술: 이소다 노리히로
- 특수시각효과: 오노우에 카츠로
- 의상: 오츠카 미츠루